# Beddomeia zeehanensis
Beddomeia zeehanensis е вид коремоного от семейство Hydrobiidae. Видът е уязвим и сериозно застрашен от изчезване.

## Разпространение
Разпространен е в Австралия.